# 6564 Asher
6564 Asher eller 1992 BB är en asteroid i huvudbältet som upptäcktes den 25 januari 1992 av den australiensiske astronomen Robert H. McNaught vid Siding Spring-observatoriet. Den är uppkallad efter den brittiske astronomen David J. Asher.